# Barcos de hormigón
Los Barcos de Hormigón son barcos cuya estructura principal está construida en hormigón armado, es decir, hormigón (o concreto) y barras de acero además de usarse otros materiales tradicionales como la madera. La principal ventaja de construir barcos con hormigón armado es que los materiales son baratos y fácilmente accesibles, mientras que las desventajas son que los costes de mano de obra de construcción son elevados, así como sus costes operativos (los barcos de hormigón precisan gruesos cascos, lo que significa masa extra que empujar y menos espacio para la carga). Durante el final del siglo XIX, en Europa se usaron barcazas de hormigón en los ríos y durante la I y II guerras mundiales. Debido a la escasez de acero, los mandos militares de EE. UU. ordenaron la construcción de pequeñas flotas de barcos de hormigón para alta mar, el más grande de los cuales fue el SS Selma (1919).
Pocos barcos de hormigón se completaron a tiempo para operar durante la I Guerra Mundial, pero durante 1944 y 1945, barcos y barcazas de hormigón fueron utilizados para apoyar la invasión anglo-americana en Europa y el Pacífico. Desde finales de 1930, se utilizó también el hormigón para construir barcos de recreo.

Construcción del casco de un barco con hormigón.

## Historia

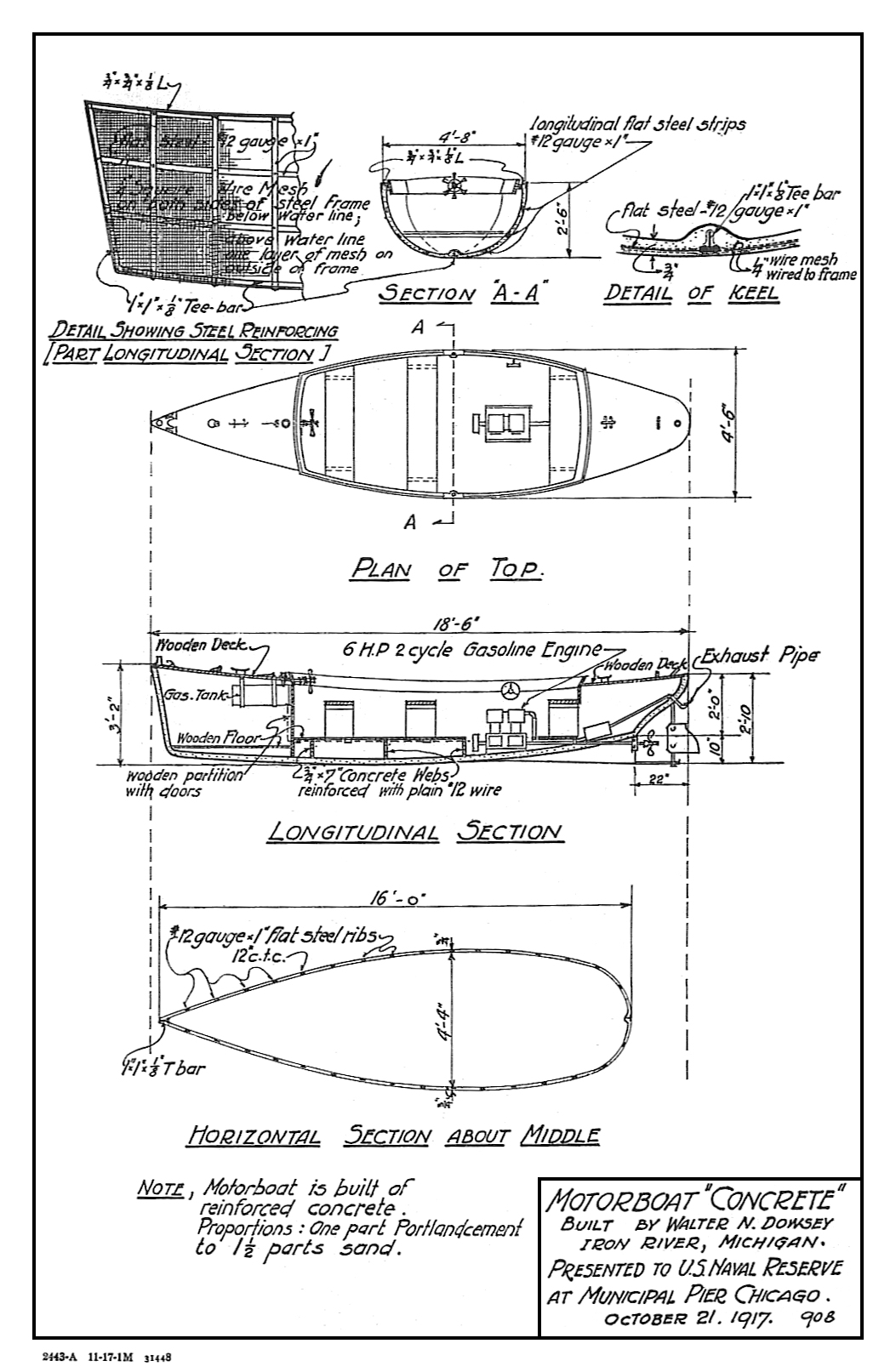
Planos de un barco de hormigón.

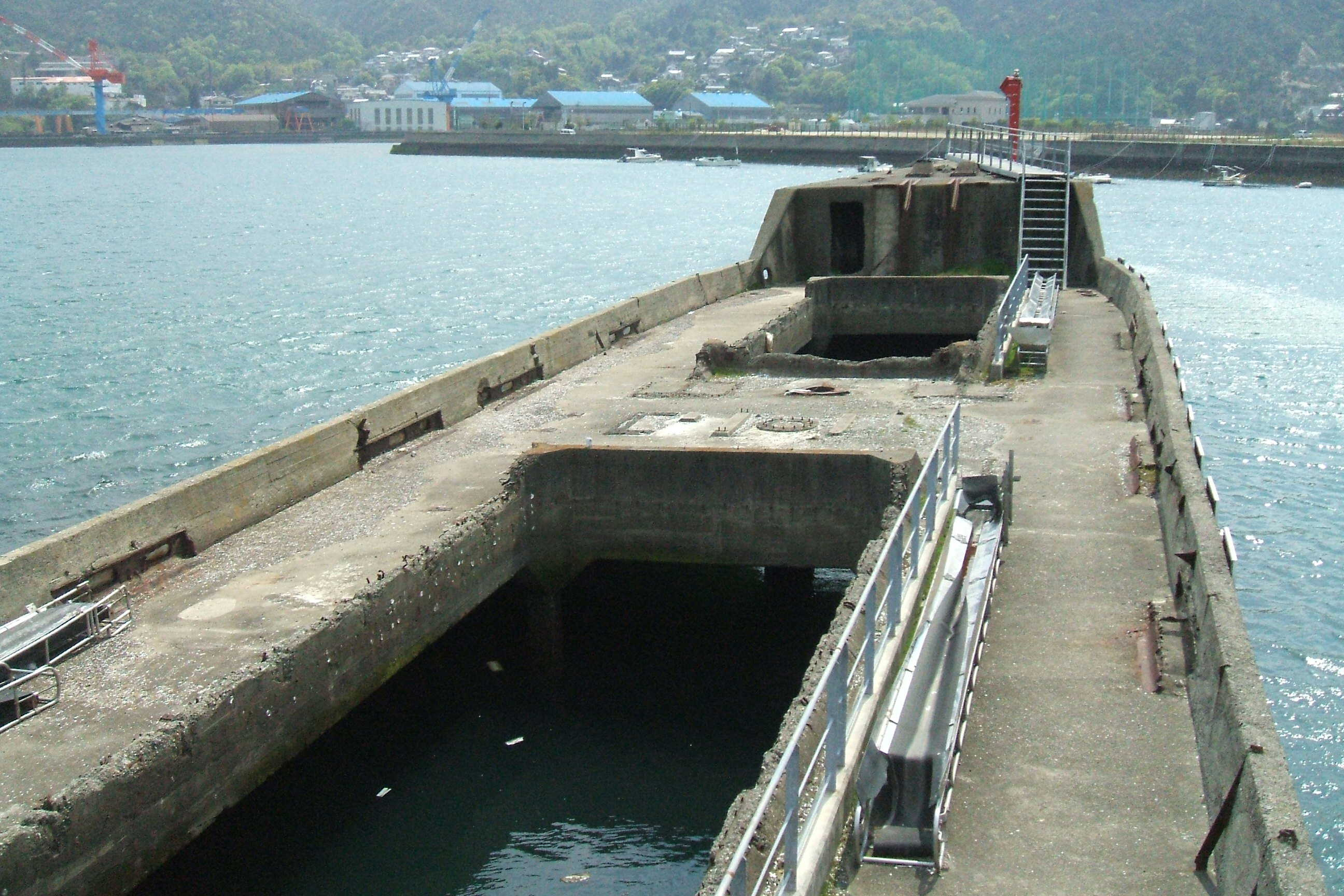
Cubierta de un barco de hormigón reutilizado como rompeolas.

La embarcación de hormigón armado más antigua que se conoce fue un bote construido por Joseph-Louis Lambot en Francia en 1848. El bote de Lambot fue mostrado en la Exposición Universal de París (1855).
A principios de 1860 se construyeron varias barcazas de hormigón en Europa para su uso en canales, y alrededor de 1896, un ingeniero italiano, Carlo Gabellini, comenzó a construir pequeños barcos de hormigón para su salida al mar. El más famoso de sus barcos fue el Liguria.
Entre 1908 y 1914, grandes barcos de hormigón se empezaron a construir en la República Federal de Alemania, Gran Bretaña, Holanda, Noruega y California. Los restos de un barco británico de este tipo, el auxiliar costero Violete construido en 1919, pueden verse aún en Hoo, condado de Kent (Inglaterra).
El 2 de agosto de 1917, Nicolay Fougner de Noruega botó el primer barco de hormigón autopropulsado destinado a navegar por el océano. Era un buque de 26 metros de eslora y 400 toneladas llamado Namsenfjord. Debido al éxito de este barco, se ordenaron varias unidades más y en octubre de 1917, el gobierno de los Estados Unidos invitó a Fougner a encabezar un estudio sobre la viabilidad de la construcción de estos barcos en los EE. UU. "La compañía Fougner de construcción de barcos de hormigón" calculó que el coste por tonelada muerta sería de 290$ para los barcos Cape Fear y Sapona, barcos que presumiblemente construyó.
Casi al mismo tiempo, el empresario californiano W. Leslie Comyn tomó la iniciativa de construir sus propios barcos de hormigón. Fundó la "San Francisco Ship Building Company" en Oakland, California, y contrató a Alan MacDonald y Victor Poss para diseñar el primer barco de hormigón americano, un vapor de 6,125 toneladas llamado SS Faith.

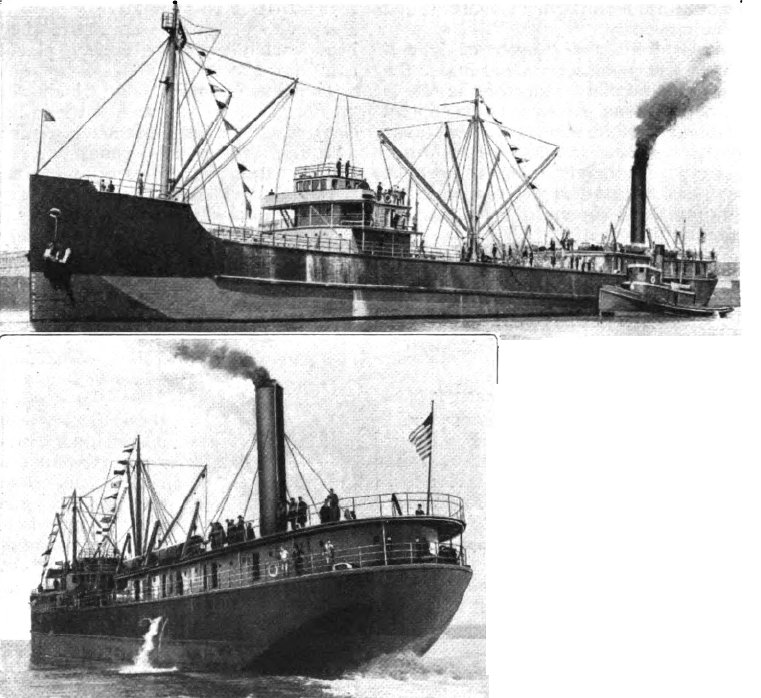
El SS Faith. El primer barco de hormigón a vapor.

El Faith fue botado el 18 de marzo de 1918, costó 750.000$ y fue utilizado para el transporte de mercancía a granel para el comercio. Estuvo en servicio hasta 1921, cuando fue vendido y desguazado para crear un rompeolas en Cuba.
El 12 de abril de 1918, el presidente Woodrow Wilson aprobó la creación del programa Emergency Fleet Corporation que preveía la construcción de 24 barcos de hormigón para la guerra. Sin embargo, cuando la guerra terminó en noviembre de 1918, sólo 12 de ellos estaban en construcción y ninguno había sido terminado. Finalmente fueron acabados, pero pronto se vendieron a compañías privadas, que los usaron para el transporte de cargas ligeras, almacenaje y desguace.
Durante este tiempo, otros muchos países investigaron sobre la construcción de barcos de hormigón incluyendo Canadá, Dinamarca, Italia, España o Suecia.
En el periodo de entreguerras hubo poco interés comercial o militar en la construcción de barcos de hormigón. La razón fue que otros métodos de construcción de barcos eran más baratos y menos laboriosos y también lo eran sus costes operativos. Sin embargo, en 1942, después de que EE. UU. entrara en la II Guerra Mundial se encontraron con grandes carencias de acero. Consecuentemente, el gobierno contrató a McCloskey & Company de Filadelfia, Pensilvania para que construyera 24 barcos de hormigón autopropulsados. El astillero estaba en Hookers Point Tampa, Florida y en su momento de mayor actividad llegó a contar con 6.000 empleados. También se contrató a dos empresas de California para la construcción de barcazas de hormigón. Estas barcazas eran grandes embarcaciones que carecían de motores y eran trasladadas por remolcadores.
Por otra parte, en 1944, una firma californiana del hormigón propuso construir un submarino destinado al transporte de mercancías. La empresa aseguraba que la nave podría alcanzar una velocidad de 75 nudos. La guerra terminó y nadie continuó con el proyecto. La mayoría creía que las expectativas eran excesivamente optimistas.
También en Gran Bretaña, el primer ministro Winston Churchill en persona se interesó seriamente por este tipo de embarcaciones.

Celebro mucho recibir su nota sobre los buques de cemento. No estoy convencido de que la idea se haya estudiado a fondo. Desde la guerra anterior se han hecho muchos progresos en lo que concierne al cemento armado. Habría que poner en juego una clase muy diferente de obreros y materiales, y la tensión a que está sometida nuestra construcción marítima ordinaria se aliviaría. Creo que debe hacerse un esfuerzo para construir un buque de cemento capaz de navegar.
Winston Churchill. Primer Lord al interventor, 13-01-1940 

Sin embargo, los resultados no fueron los esperados por el primer ministro, pues al cabo del tiempo escribiría:

La construcción de barcos de cemento parecía ofrecer gran ayuda a nuestras industrias fundamentales. Se esperaba construir rápida y económicamente esos barcos, empleando personal no necesitado en la construcción naval corriente y ahorrando además grandes cantidades de acero. Resultó que estos supuestos se basaban en ideas falsas. Surgieron muchas imprevistas dificultades técnicas. Se construyó un buque experimental de dos mil toneladas, pero constituyó un fracaso. Aunque se continuó experimentando, el procedimiento sólo pareció útil para barcazas de hasta 200 toneladas.
Winston Churchill. Memorias.

Y efectivamente las barcazas de hormigón armado jugaron un papel crucial en distintas operaciones de la II Guerra Mundial en Europa, especialmente en el Desembarco de Normandía, donde fueron usadas como parte de la defensa de los Puerto Mulberry, para el transporte de combustible y municiones y como pontones flotantes. Algunas fueron equipadas con motores y sirvieron como cantinas móviles y para el transporte de tropas. Algunas de estas embarcaciones han sobrevivido como pecios abandonados en el estuario del río Támesis, y dos restos continúan prestando un uso civil en Westminster como amarraderos. Unos restos notables de una de estas barcazas usada en la guerra, varada a propósito en una playa de Canvey Island, fueron destruidos por vándalos en 2003.
Las barcazas de hormigón también se emplearon en el teatro de operaciones del Pacífico durante 1944 y 1945. Y entre otras aplicaciones sirvieron como neveras gigantes.
De una carta de Charleroi, Pensilvania, febrero de 1945.

La unidad más grande de la flota de la Armada es un BRG (Barcaza, Refrigerada, Grande), la cual sirve en el Pacífico Sur para servir comida fresca congelada -incluso helado- a las tropas cansadas de sus raciones secas. Esta embarcación puede mantener indefinidamente 64 contenedores de carne helada y 500 toneladas de productos frescos a una temperatura de 12F. El equipamiento de a bordo incluye una máquina de hielo con capacidad para producir 5 toneladas diarias y un congelador que echa más de un galón de helado al minuto. Tres de estos almacenes flotantes, diseñados para la guerra tropical, han sido construidos de hormigón en National City (California) con un coste de 1.120.00$ cada uno. La tripulación de esta barcaza de 81 metros de eslora la componen 23 hombres de la Armada.

Una barcaza de hormigón que estaba siendo remolcada, se perdió en Saipán durante un tifón y otra quedó fuera de combate en un faro en Brisbane, pero el resto sirvieron admirablemente.

## En la actualidad

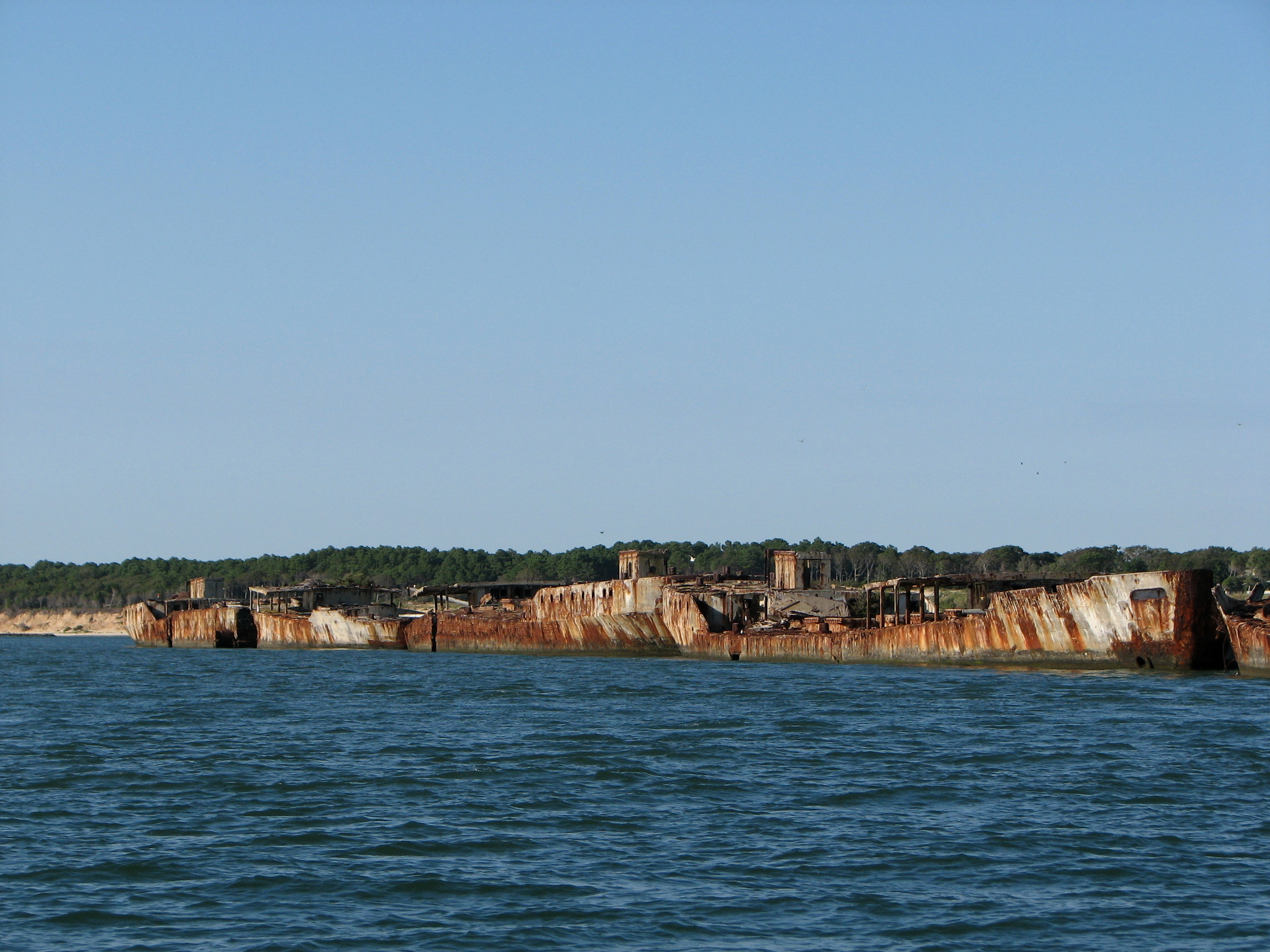
Hundimiento deliberado de barcos de hormigón que ahora forman un rompeolas en Kiptopeke.

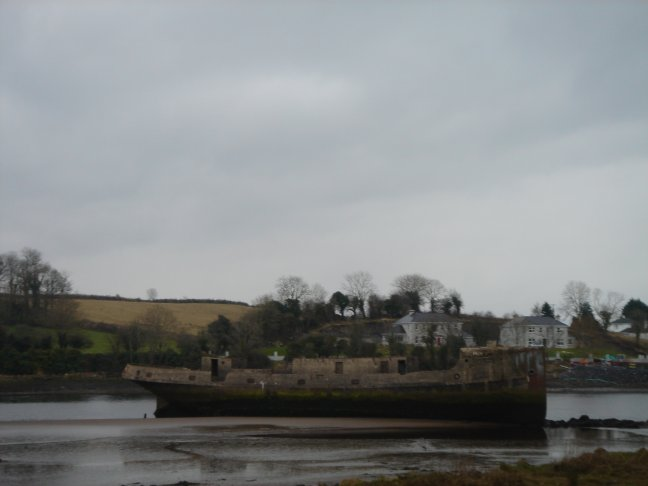
El SS Creteboom yace varado en el Río Moy, Irlanda.

Pocos barcos de hormigón siguen en uso como tales hoy en día. La mayoría están en museos, forman parte de la estructura de rompeolas o se les ha destinado a diversas funciones. Por ejemplo, lo que fue un buque cisterna, el SS San Pasqual, flota lejos de las costas de Cayo Las Brujas en Cuba, donde sirvió como hotel y base para submarinistas, aunque actualmente está abandonado.
El pecio del SS Atlantus (construido en 1919, hundido en 1926) es visible desde cabo May en Nueva Jersey. El buque cisterna SS Selma, 29°20′40″N 94°47′10″O / 29.34444, -94.78611 está situado al nordeste del Parque Seawolf en Galveston. Este barco fue botado el mismo día que se firmó el Tratado de Versalles al final de la I Guerra Mundial, por lo que nunca entró en combate. En vez de eso, se utilizó como depósito de combustible en el Golfo de México.
Uno de los pocos barcos de hormigón que se usaron en la Primera Guerra fue el SS Creteboom y ahora yace abandonado en el río Moy, justo a las afueras de la ciudad de Ballina en Irlanda, y está considerado un punto de interés turístico. Una barcaza de hormigón, la Cretetree está varada en el puerto de la Isla Scalpay en Escocia. Fue construida por la compañía Aberdeen Concrete Ships y botada en 1919.
El SS Palo Alto, buque cisterna construido en mayo de 1919, fue comprado y convertido en un embarcadero para el ocio en la playa de Seacliff State en California.
El SS McKittrick, botado en 1921 y más tarde convertido en el SS Monte Carlo, fue un barco casino que terminó encallando en diciembre de 1936. El pecio queda expuesto periódicamente por las tormentas y mareas.
En la actualidad, modernos "manitas" también construyen barcos de hormigón armado (ferroboats). El motivo es que su método de construcción no precisa herramientas especiales y los materiales son relativamente baratos. Un pionero en este movimiento es Hartley Boats, el cual ha vendido planos para barcos de hormigón desde 1938. También desde 1960, la 'Sociedad Americana de Ingenieros ha patrocinado la competición de canoas de hormigón.
Sin embargo, la colección más grande barcos de hormigón se encuentra en el Río Powell, donde una serrería utiliza diez barcos de hormigón como rompeolas.
En Europa, se puede encontrar una colección de buques que se encallaron intencionadamente en Purton (Inglaterra) durante la primera mitad del siglo XX d. C. para evitar la erosión de sus costas. Entre los restos se incluyen ocho barcazas de hormigón armado.

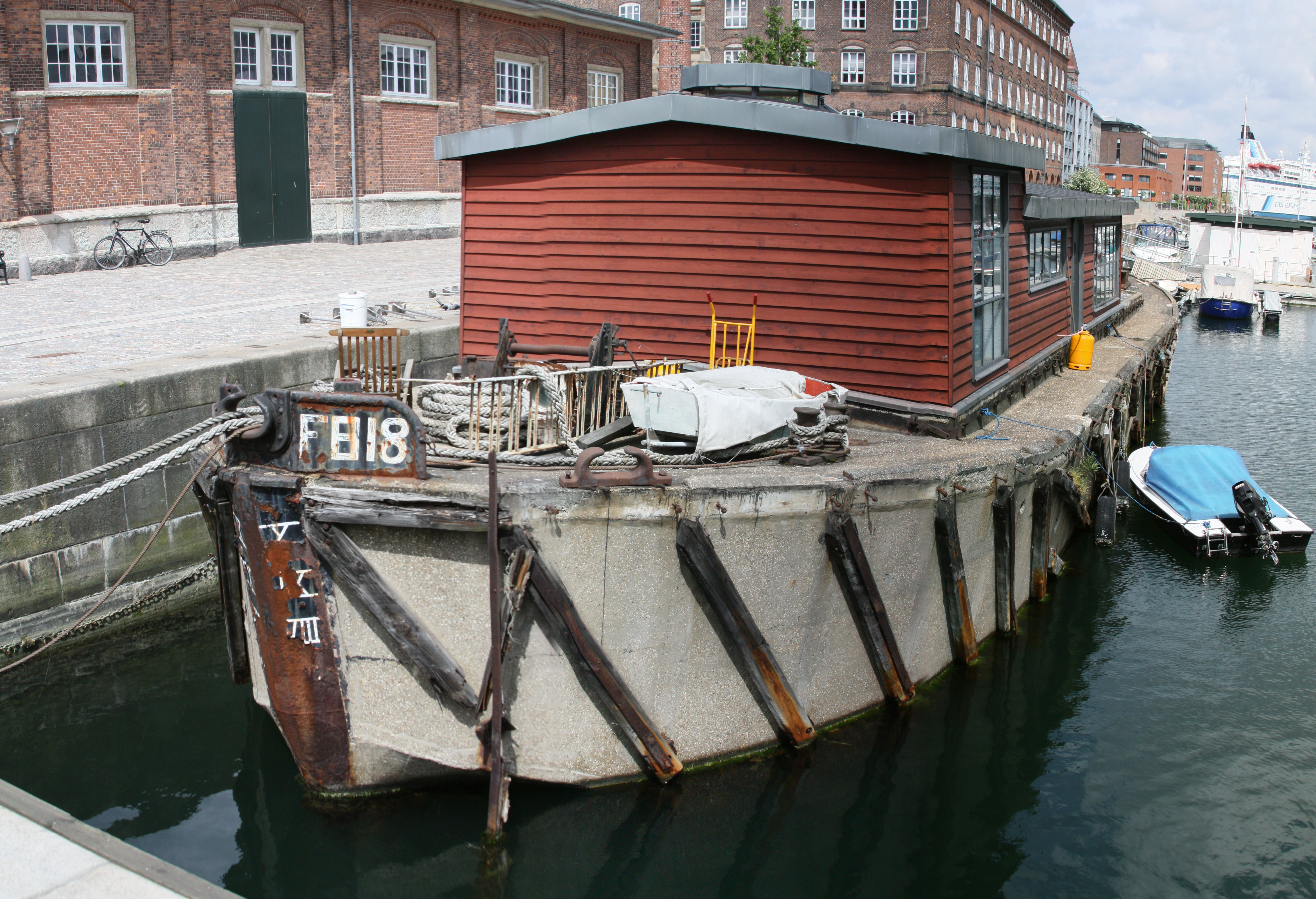
Copenhague, barcaza de hormigón usada para la construcción de casas flotantes. Mayo de 2009

Y también en Europa y especialmente los holandeses, aún construyen barcazas de hormigón para luego edificar encima sus casas flotantes.